# James O'Connor (rugbista)
James O'Connor (Gold Coast, 5 de julio de 1990) es un jugador australiano de rugby que se desempeña Apertura o   Centro, aunque también puede jugar de Fullback o Wing. Actualmente juega para el Leicester Tigers de la Premiership Rugby.

## Carrera
Debutó con 18 años en Western Force, una de las franquicias australianas del Super Rugby con la que permaneció hasta 2011 cuando fue contratado por Melbourne Rebels. 

### 2013–2014: Primera etapa europea

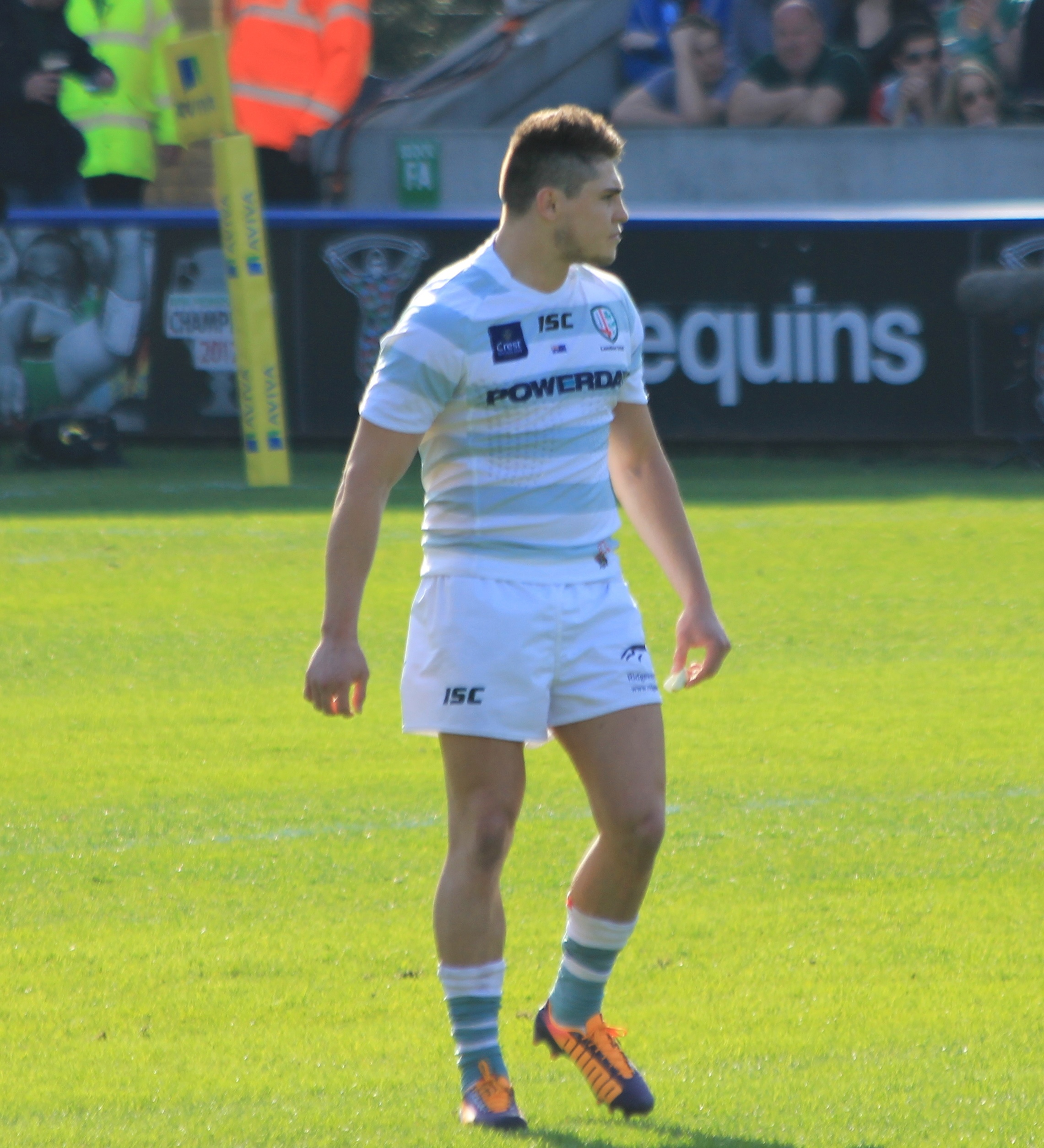
O'Connor con el London Irish en 2014.

El 28 de octubre de 2013, O'Connor indicó que se dirigía a Londres para jugar al rugby durante "unos meses". El London Irish fichó en octubre de 2013 hasta el final de la temporada. Temporada 2013-14. Hizo su debut contra Northampton Saints el 3 de noviembre e hizo el único ensayo de ese día. Anotó su primer ensayo para el club contra Worcester Warriors el 4 de enero de 2014, en un partido que terminó 22-9 a favor de los Exiles, con O'Connor anotando los 22 puntos.

### 2015: regreso al Super Rugby e intento de regreso de los Wallabies
En 2015, regresó al Super Rugby con la intención de formar parte del equipo de los Wallabies para la Copa Mundial de Rugby 2015 jugando para los Queensland Reds. O'Connor tuvo actuaciones sólidas y posiblemente fue uno de los jugadores de mayor rendimiento en un pobre equipo de Queensland, que lo alternaba entre fullback, apertura y wing en sus primeras apariciones antes de asegurarse la camiseta con el número 15 en los Red en las últimas rondas de la temporada.
Aunque formó parte de los planteles del entrenador de los Wallabies Michael Cheika para los campamentos logísticos de los Wallabies durante el transcurso del año, O'Connor no fue incluido en el primer equipo ampliado de 40 hombres y, posteriormente, no apareció en ninguno de los planteles, incluido el equipo de la Copa Mundial de Rugby 2015. Se anunció que O'Connor sería parte del equipo de Brisbane City para su campaña de defensa del título de la NRC.
El 13 de octubre, la QRU y Queensland Reds anunciaron que O'Connor sería liberado de su contrato con efecto inmediato, lo que significa que no jugaría la temporada 2016 del Super Rugby para los Reds y terminaría su contrato de 2 años. La liberación de O'Connor también significó el final de una posible aparición para Brisbane City en la NRC nacional si se hubiera recuperado lo suficiente para jugar.

### 2015–2019: Segunda etapa europea
En 2015, después de no lograr entrar en el equipo de la Copa Mundial de Rugby de 2015 jugando para los Reds, O'Connor firmó con el Toulon, uniéndose a sus antiguos compañeros de equipo de Super Rugby y Wallabies Matt Giteau, Drew Mitchell y Quade Cooper. Después de unas acusaciones de consumo de cocaína, el Toulon decidió no renovar su contrato y, por lo tanto, abandonó el club al final de la temporada.
En 2017, O'Connor firmó con el Sale Sharks, club de la Aviva Premiership, poco antes de la temporada 2017-18. Después de jugar 31 partidos en 2 años, Sale Sharks acordó una liberación de contrato, lo que le permitió perseguir su ambición de jugar para Australia en la Copa Mundial de Rugby de 2019.

### 2019-presente: regreso a Australia y regreso de los Wallabies
En julio de 2019, O'Connor firmó un contrato de 2 años con Queensland Reds y Rugby Australia bajo lo que se entendió como cláusulas de conducta estrictas. Rápidamente regresó al equipo australiano para la victoria de Australia por 47-26 sobre Nueva Zelanda en Perth, y posteriormente fue seleccionado en el seleccionado de Australia para la Copa Mundial de Rugby 2019.
En 2021, O'Connor fue anunciado como capitán de los Queensland Reds para el Súper Rugby Australia 2021, reemplazando al lesionado Liam Wright. Los Reds continuaron teniendo una temporada invicta bajo su liderazgo (ya que Wright fue el capitán de su única derrota), incluida la victoria en el título de Super Rugby AU en una final en casa en el Suncorp Stadium. Se desempeñó como cocapitán con Liam Wright durante el resto de la temporada 2021, incluso durante su campaña de Super Rugby Trans-Tasman. En 2022, O'Connor renunció a la capitanía, afirmando que había asumido demasiado, lo que lo hizo agotarse.

## Selección nacional
La joven promesa australiana debutó en los Wallabies en 2008 con 18 años. En 2015 a pesar de regresar a su país y así ser elegible para el seleccionado (Australia al igual que Nueva Zelanda, no convoca a jugadores que no jueguen en el país) no fue convocado por Michael Cheika.

### Participaciones en Copas del Mundo
Hasta el momento sólo disputó una Copa del Mundo: Nueva Zelanda 2011 donde los australianos obtuvieron el tercer puesto. O'Connor era la principal figura de Australia y terminó segundo como máximo anotador del torneo por detrás del sudafricano Morné Steyn.
| Mundial                       | Sede          | Resultado        | PJ | Pts |
| ----------------------------- | ------------- | ---------------- | -- | --- |
| Copa Mundial de Rugby de 2011 | Nueva Zelanda | Cuartos de final | 6  | 52  |

## Palmarés
- Campeón del Rugby Championship de 2011.

## Fuera del campo de juego

### Controversias
O'Connor ha estado involucrado en varias controversias fuera de la cancha, atrayendo críticas de miembros de alto rango de los Wallabies. En septiembre de 2013, fue apartado de los Wallabies luego de un incidente en el que fue expulsado del aeropuerto de Perth por la Policía Federal Australiana. Como resultado, O'Connor se perdió los dos últimos partidos del Rugby Championship de 2013 y fue liberado de su contrato con los Wallabies por la Unión Australiana de Rugby. En febrero de 2017, O'Connor fue arrestado junto con el exjugador de los All Blacks, Ali Williams, en París bajo sospecha de intentar comprar cocaína.

### Medios
O'Connor participó en la segunda temporada del reality Australia's Greatest Athlete.